# Acartia forcipata
Acartia forcipata is een eenoogkreeftjessoort uit de familie van de Acartiidae. De wetenschappelijke naam van de soort is voor het eerst geldig gepubliceerd in 1897 door Thompson & Scott.